# هزار هکتار
هزار هکتار (انگلیسی: A Thousand Acres) فیلمی در ژانر درام به کارگردانی جوسلین مورهوس است که در سال ۱۹۹۷ منتشر شد.

## بازیگران
- میشل فایفر
- جسیکا لنگ
- جیسون روباردز
- جنیفر جیسن لی
- کالین فرث
- کیت کارادین
- پت هینگل
- جان کارول لینچ
- میشل ویلیامز
- الیزابت ماس
- اَن پیتونیاک